# Berghauser Matten

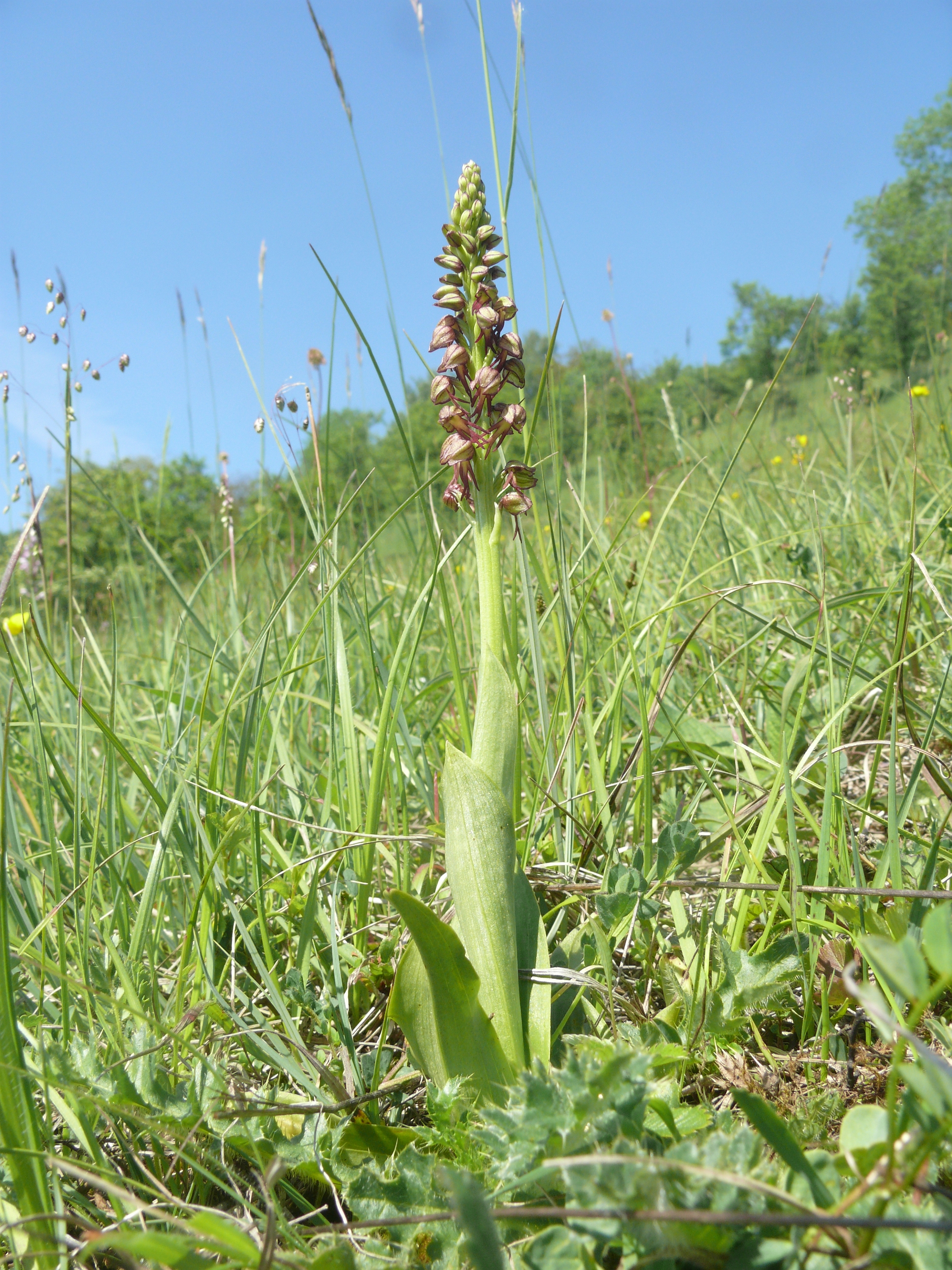
Ohnsporn

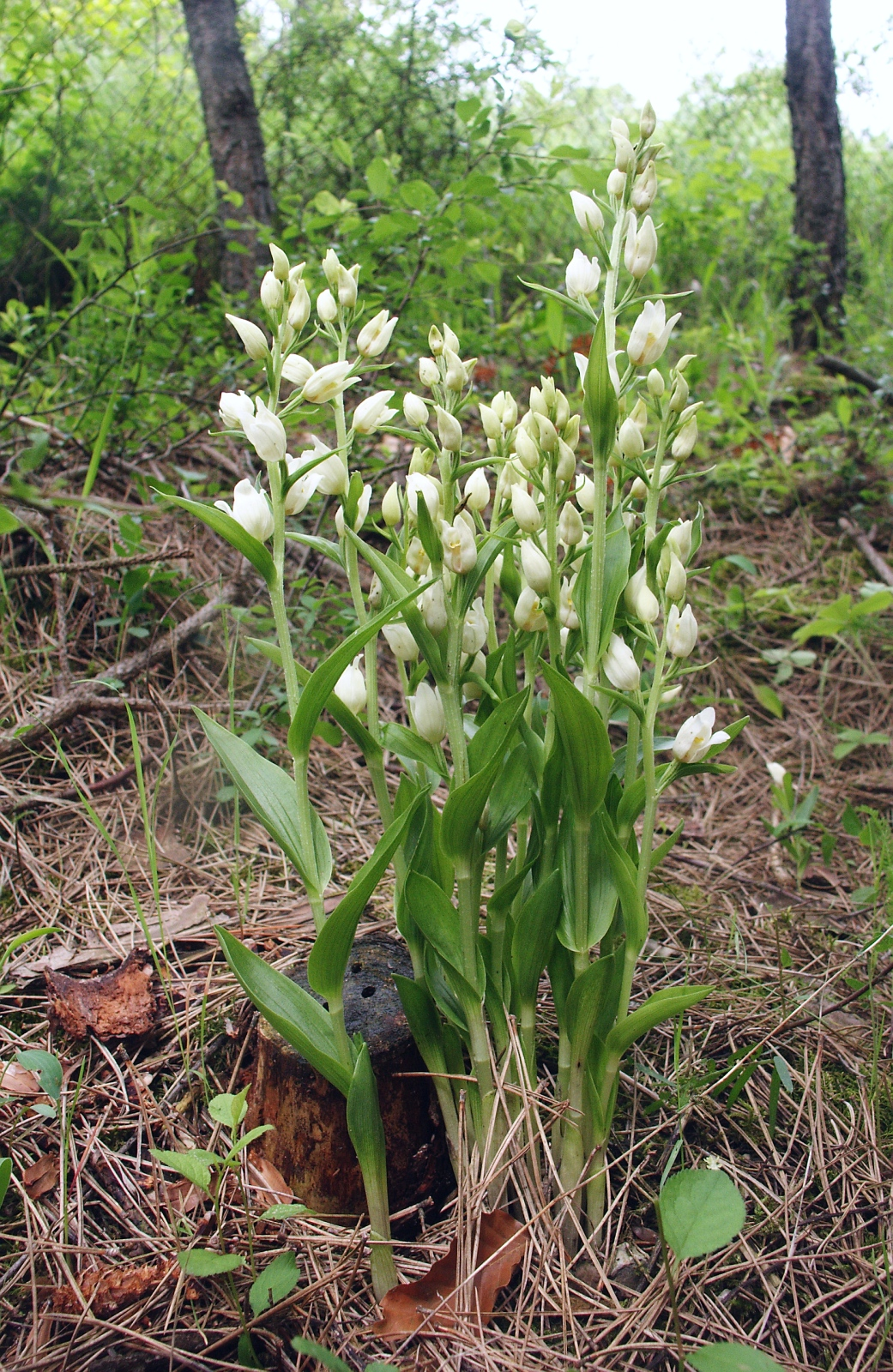
Weißes Waldvöglein

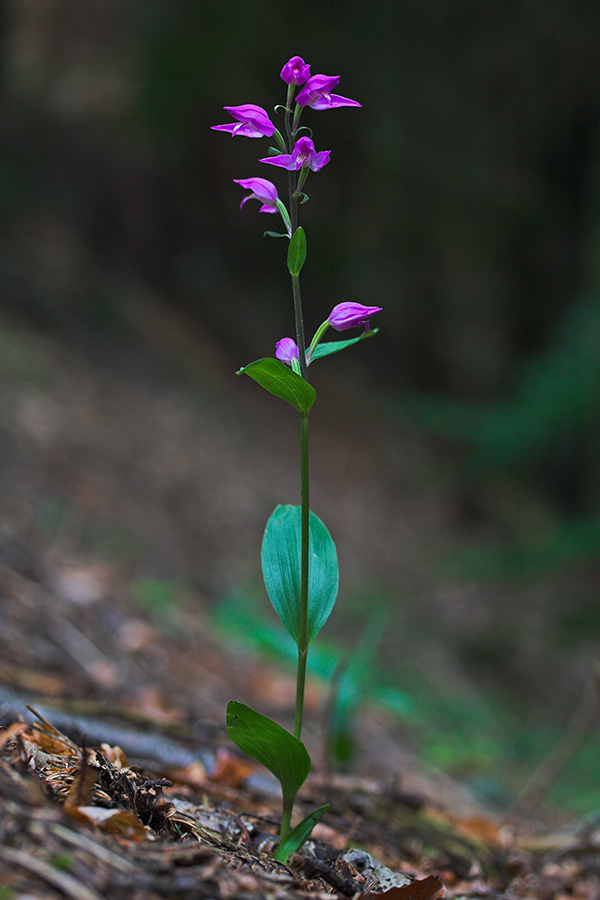
Rotes Waldvöglein

Berghauser Matten ist ein Naturschutzgebiet im Naturraum Markgräfler Hügelland und liegt am Schönberg oberhalb von Ebringen im Landkreis Breisgau-Hochschwarzwald beidseits der Gemeindeverbindungsstraße nach Wittnau. Es befindet sich fast vollständig auf der Gemarkung der Gemeinde Ebringen, ein sehr kleiner Teil im Osten auch auf den Gemarkungen von Wittnau und Sölden in Baden-Württemberg. Es wurde 1996 eingerichtet und ist neben dem Naturschutzgebiet Sumser Garten das zweite Naturschutzgebiet bei Ebringen.

## Steckbrief
Das Gebiet wurde am 24. September 1996 als Naturschutzgebiet ausgewiesen und wird beim Regierungspräsidium Freiburg unter der Schutzgebietsnummer 3.225 geführt. Es hat eine Fläche von 151 Hektar. Als Schutzzweck sind folgende Gründe ausgewiesen:
- Schutz des geologisch und geomorphologisch vielfältigen Gebietes, das aus Schichten des Trias, dem Jura und dem Tertiär besteht.
- Schutz der Vegetation, die aus mit Gebüschen durchsetzten Halbtrockenrasen, Streuobstwiesen, mageren Wirtschaftswiesen und Weiden, aus Feuchtgebieten  und aus Wäldern und sonstigen Gehölzen besteht.
- Schutz als Lebensraum von seltenen und gefährdeten Tieren und Pflanzen.

## Geschichte
Das Naturschutzgebiet wurde auf großen Teilen des ehemaligen französischen Standortübungsplatzes Ebringen eingerichtet, der zuvor zur Schlageter-Kaserne gehörte. Dazu kaufte die Gemeinde Ebringen mit Hilfe des Landes Baden-Württemberg das Gelände vom Bund. Hinzu kamen die angrenzenden Flächen in den Gewannen „Oberer Kienberg“ „Eisenhut“, „Langhard“, „Bergmatten“ und „Gräblematten“. Gerade die Nutzung als Truppenübungsplatz sorgte dafür, dass die Natur über längere Zeit großteils unbeeinflusst blieb.

## Geologie
Das Gebiet am Schönberg ist Bestandteil der Vorbergzone, die sich bei der Absenkung des Oberrheingrabens bildete. Das Gebiet bietet auch einen Einblick in ca. 230 Millionen Jahren der Erdgeschichte. Man findet hier die Schichten von Buntsandstein, Muschelkalk, Keuper bis zu Schichten aus dem unteren und mittleren Jura, die im benachbarten Schwarzwald bereits abgetragen sind. Dieser Schichtenreichtum ist auch der Grund für die vielfältige und unterschiedliche Vegetation.

## Flora und Fauna
In dem Gebiet befinden sich Flächen mit Halbtrockenrasen, Streuobstwiesen und Kalkbuchenwälder, als besondere Pflanzen sind zu finden Orchideen wie der Ohnsporn, das Rote und das Weiße Waldvögelein, Pilze wie der Orangenblüten-Klumpfuß, der Riesenschachtelhalm und das weltweit größte Vorkommen von Rogers Goldhaarmoos. Aus der Tierwelt sind hier der Neuntöter, Dorngrasmücke, Grün- und Grauspecht, Glatt- und Ringelnatter sowie viele seltene Insekten wie die Gottesanbeterin und der Hirschkäfer zu finden.

## Berghauser Kapelle zum hl. Trudpert
Südlich des Kienbergsattels lag das Dorf Berghausen. Eine Bulle von Papst Lucius II. von 1144/45 besagt, dass Berghausen eine Pfarrkirche hatte, die dem Kloster St. Trudpert zehntpflichtig war. Da die sieben Höfe, aus denen das Dorf bestand, einen Pfarrer kaum ernähren konnte, wurden 1526 die beiden Pfarreien Berghausen und Ebringen zusammengelegt. Ein unbekannter Baumeister errichtete 1748 die heutige Kapelle. Neben der Kapelle befindet sich eine kleine Eremitage. Lange Zeit war die Wallfahrt Maria vom guten Rat von regionaler Bedeutung. Die Mariendarstellung findet sich im linken Seitenaltar. Seit 1751 gibt es einen Stationenweg mit sieben Stationen, der am Friedhof in Ebringen beginnt. 1979 wurde die Kapelle außen renoviert und 1984/85 innen. 1989 wurde von der Orgelwerkstatt Jäger & Brommer in Waldkirch eine neue Orgel in das Barockgehäuse eingebaut. Heute wird die Kapelle gerne für Hochzeiten genutzt und war Hauptschauplatz des Films Jesus liebt mich von 2012.